# Полиартрит
Полиартрит (от др.-греч. πολυ- — «много» и ἄρθρον — «сустав») — одновременное или последовательное воспаление нескольких суставов.

## Виды полиартритов
Может выступать как самостоятельное заболевание — инфекционно-неспецифический (ревматоидный) полиартрит (см. Коллагеновые болезни), а также быть результатом ревматизма, сепсиса, подагры и многих других заболеваний.

## Симптомы
Проявляется болями в суставах, местной припухлостью, гиперемией кожи, возможны тугоподвижность, деформации суставов, лихорадка.

## Лечение
Лечение основного заболевания; антибиотики, антигистаминные средства, иммунодепрессанты, обезболивающие и противовоспалительные средства, физиотерапевтические методы. Эффективное лечение возможно на ранних стадиях. 90 % пациентов, начавших лечение на старте болезни, выздоравливают.